# Balnot-la-Grange

Balnot-la-Grange este o comună în departamentul Aube din nord-estul Franței. În 1 ianuarie 2022 avea o populație de 112 de locuitori.